# Lawrence Lessig
Lawrence „Larry“ Lessig (* 3. července 1961, Rapid City, Jižní Dakota) je americký profesor právní vědy na Harvard Law School, americký advokát a politický aktivista. Je znám pro své projevy, články a účast na soudních procesech zaměřených na autorské právo jako jeden z nejvýznamnějších ústavních právníků. Založil Center for Internet and Society a iniciativu za Creative Commons. V roce 2002 obdržel cenu od Free Software Foundation a je členem představenstva v únoru 2005 založené Software Freedom Law Center. Od roku 2003 píše každý měsíc sloupek do časopisu Wired.
V roce 2015 usiloval o demokratickou nominaci do prezidentských voleb v USA na rok 2016. Jeho podporovatelem byl i Jimmy Wales.

## Vzdělání a profese
Vystudoval ekonomii a management na University of Pennsylvania. Poté následovalo magisterské studium filosofie na Trinity College na Cambridge. Titul doktora práv získal na Yale Law School, kde zůstal pracovat jako konzervativní placený soudci Antoninem Scaliou a Richardem Posnerem. Před svým přesunem na Stanfordovu univerzitu přednášel na Harvard Law School, University of Chicago a jako hostující profesor na Yale. Je ředitelem centra pro etiku Edmonda J. Safra na Harvardu. Na právní fakultě Harvardovy univerzity založil středisko pro internetovou společnost.

## Právník
Platí za renomovaného ústavního právníka a specialistu na autorské právo. Je energickým kritikem omezujícího copyrightu v oblasti nehmotného vlastnictví. Vyvíjí koncept „svobodné kultury“ a podporuje svobodný software a hnutí za open source software. Kromě toho v roce 2001 založil iniciativu za Creative Commons a je členem Electronic Frontier Foundation. Napsal několik knih o svobodném obsahu ve spojení se společenským vývojem. Lessig je proponentem omezených právních restrikcí autorského práva, ochranné známky nebo např. rádiového spektra, speciálně u technologických aplikací.
V roce 2015 vystoupil na fóru TED Talks se svým příspěvkem Our democracy no longer represents the people. Here's how we fix it (Naše demokracie již nezastupuje lid. Takto se to dá opravit), kde krom představení problémů nerovnosti obyčejných občanů oproti elitních zájmových skupin na ovlivnění zákonodárného procesu představil Citizen Equality Act (česky přibližně Zákon o rovnosti občana), který by ve financování politických kampaní eliminoval vliv velkých peněz.

## Prezidentská kampaň
Lessig v roce 2015 začal crowdfundingovou kampaň, po které – pokud by vybral milion dolarů do dne voleb – bude kandidovat na prezidenta s tím, že jediná věc v jeho programu bude „dostat peníze z politiky“ (prostřednictvím dodatku k ústavě zamezit možnosti neomezených příspěvků korporací na kampaně politiků na místní, státní a celonárodní úrovni) a v okamžiku, kdy toho dosáhne, rezignuje a svěří zbytek funkčního období svému viceprezidentovi. V říjnu 2015 však svou pozici změnil tak, že by sloužil po celou dobu mandátu s návrhem politiky bez vlivu peněz na předních místech jeho agendy. 7. září Lessigova kampaň přesáhla milion dolarů a tím se zařadil mezi účastníky prezidentského klání.
Z demokratických primárek pro volbu prezidenta v roce 2016 nicméně 2. listopadu 2015 odstoupil.

## Dílo
- 2000: Code and Other Laws of Cyberspace
- 2001: The Future of Ideas
- 2004: Free Culture
- 2005: Code: And Other Laws of Cyberspace, Version 2.0, Basic Books, ISBN 0-465-03914-6; online
- 2008: Remix: Making Art and Commerce Thrive in the Hybrid Economy, Bloomsbury Publishing, ISBN 1-4081-1347-3